# Warad-Sîn

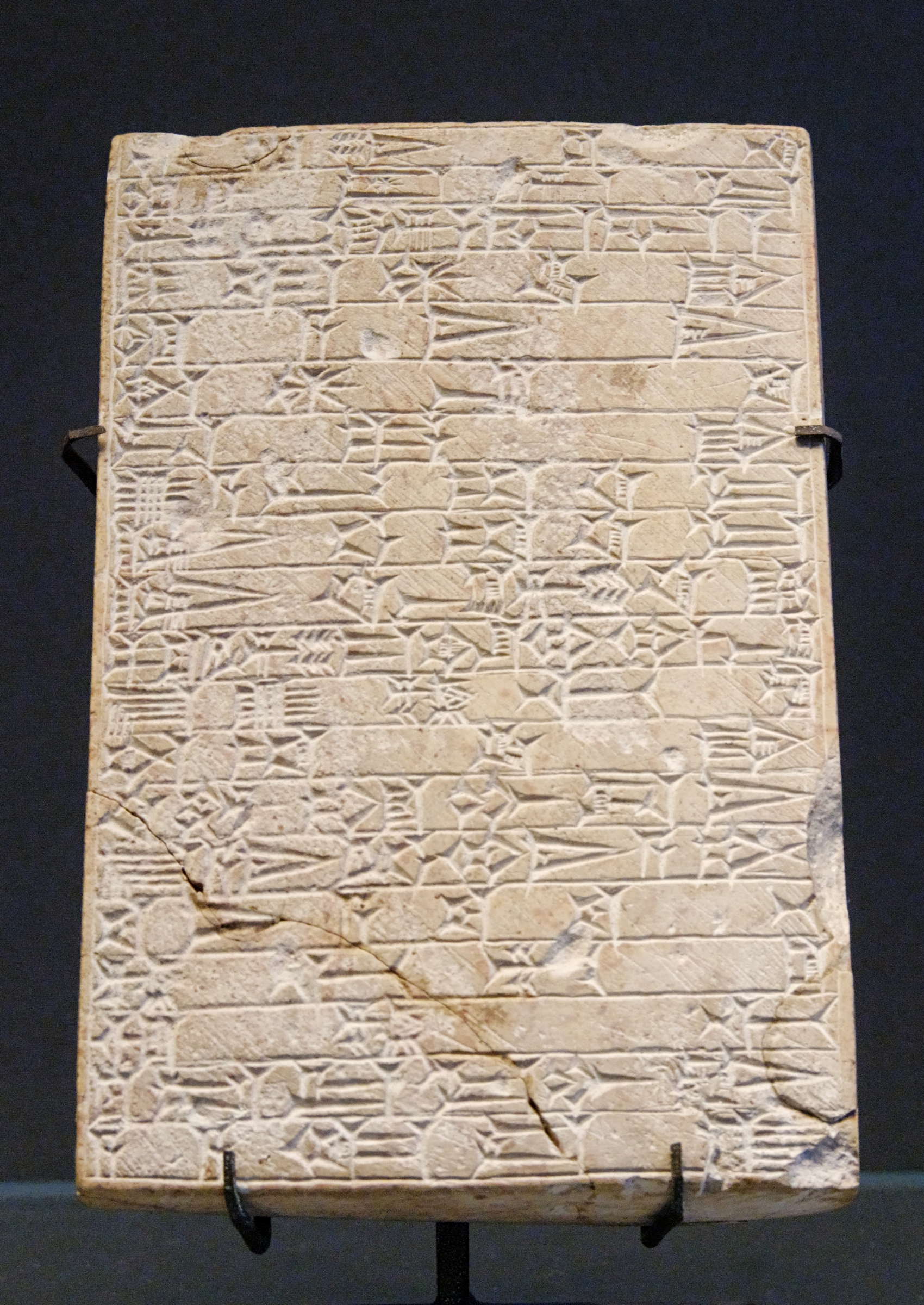
Tablette de fondation du temple de Ninisina à Larsa, consacré par Warad-Sîn, roi de Larsa. Musée du Louvre

Warad-Sîn (« Serviteur du dieu Sîn ») est un roi de Larsa, dont le règne va de 1834 à 1823 av. J.-C. Il prend le pouvoir dans cette ville au moment où son père Kudur-Mabuk renverse le roi Silli-Adad. Kudur-Mabuk ne prend jamais le titre de roi, laissant ce privilège à son fils qu'il associe donc à son pouvoir. Les deux sont ainsi mentionnés dans plusieurs inscriptions. Le reste de sa famille connue est sa sœur Enanedu, qui devient grande prêtresse (entum) du dieu Sîn à Ur et son frère Rîm-Sîn qui lui succède à sa mort en 1823 av. J.-C.
Les noms d'années de Warad-Sîn commémorent seulement deux victoires militaires : une victoire contre Kazallu en l'an 2, et une autre contre Malgium en l'an 4, deux cités situées au nord de son royaume. Les nombreuses inscriptions de fondation qui ont été laissées commémorent des travaux et offrandes dans les plus grands sanctuaires de son royaume. Warad-Sîn restaure le culte du dieu Sîn à Ur, où il édifie un édifice au nord de la cour de la ziggurat, interprété par le fouilleur du site comme un bastion mais qui pourrait plutôt être une porte monumentale. À Nippur, ville du roi des dieux Enlil, il consacre plusieurs statues au dieu. Il a également entrepris des travaux dans sa capitale Larsa et à Zabalam.